# Bishopstone, Salisbury
Bishopstone är ort och civil parish i Storbritannien.   Den ligger i grevskapet Wiltshire och riksdelen England, i den södra delen av landet, 130 km väster om huvudstaden London. Bishopstone ligger 70 meter över havet och antalet invånare är 684.
Terrängen runt Bishopstone är platt. Runt Bishopstone är det ganska tätbefolkat, med 230 invånare per kvadratkilometer. Närmaste större samhälle är Salisbury, 8,6 km nordost om Bishopstone. Trakten runt Bishopstone består till största delen av jordbruksmark.